# Бруно Каротті
Бруно Каротті (фр. Bruno Carotti, нар. 30 вересня 1972, Пальма) — французький футболіст, що грав на позиції захисника.

## Ігрова кар'єра
Народився в Іспанії у французько-італійській родині і у ранньому віці сім'я переїхала до Франції, де Бруно і розпочав займатись футболом. У дорослому футболі дебютував 1991 року виступами за команду клубу «Монпельє», в якій провів чотири сезони, взявши участь у 98 матчах чемпіонату. У 1994 році став з командою фіналістом Кубка Франції, де його команда програла «Осеру» з рахунком 0:3.
Влітку 1995 року Каротті перейшов у «Нант», де протягом трьох років він був основним гравцем цього клубу. У 1998 році став гравцем «Парі Сен-Жермена», в якому відразу виграв Суперкубок Франції будучи капітаном команди. В подальшому через травми втратив капітанську пов'язку і місце в основі, а після сімейної драми, смерті сина, він попросив змінити клуби і опинився в оренді в «Сент-Етьєні», де дограв сезон 1999/00.
Повернувшись в ПСЖ, він за 10 мільйонів франків перейшов у «Тулузу», підписавши контракт на три роки. Втім вже за підсумками першого сезону 2000/01 клуб зайняв 16-те місце і через фінансові проблеми був відправлений до третього дивізіону, через що Каротті повернувся в рідний клуб «Монпельє», за який відіграв 8 сезонів. Більшість часу, проведеного у складі «Монпельє», був основним гравцем захисту команди, пи цьому з 2004 року грав з командою у другому дивізіоні. Завершив професійну кар'єру футболіста виступами за команду «Монпельє» у 2009 році. В подальшому був спортивним директором «Монпельє».

## Виступи за збірну
Виступав за молодіжну збірну Франції, у складі якої став бронзовим призером футбольного турніру на Середземноморських іграх 1993 року та півфіналістом молодіжного чемпіонату Європи 1994 року. Згодом зіграв чотири гри за другу збірну Франції, але за національну команду так і не виступав.

## Титули і досягнення
- Володар Суперкубка Франції (1):

«Парі Сен-Жермен»: 1998